# Phylloxylon
Genre
Phylloxylon est un genre de plantes à fleurs dicotylédones de la famille des Fabaceae, sous-famille des  Faboideae, originaire de Madagascar, qui comprend sept espèces acceptées.

## Liste d'espèces
Selon The Plant List (25 novembre 2018) :
- Phylloxylon arenicola Du Puy, Labat & Schrire
- Phylloxylon decipiens Baill.
- Phylloxylon perrieri Drake
- Phylloxylon phillipsonii Du Puy, Labat & Schrire
- Phylloxylon spinosa Du Puy, Labat & Schrire
- Phylloxylon xiphoclada (Baker) Du Puy, Labat & Schrire
- Phylloxylon xylophylloides (Baker) Du Puy, Labat & Schrire